# Virginia Slims of Dallas 1976
Virginia Slims of Dallas 1976  — жіночий тенісний турнір, що проходив на закритих кортах з килимовим покриттям Moody Coliseum у Далласі (США) в рамках Світової чемпіонської серії Вірджинії Слімс 1976. Турнір відбувся вп'яте і тривав з 15 березня до 21 березня 1976 року. Перша сіяна Івонн Гулагонг Коулі здобула титул в одиночному розряді й отримала за це 15 тис. доларів США.

## Фінальна частина

### Одиночний розряд
Івонн Гулагонг Коулі —  Мартіна Навратілова 6–1, 6–1

### Парний розряд
Мона Шалло /  Енн Кійомура —  Маріта Редондо /  Грір Стівенс 6–3, 4–6, 6–4

## Розподіл призових грошей
| Дисципліна       | П       | F      | 3-тє   | 4-те   | ЧФ     | 1/8    | 1/16 |
| Одиночний розряд | $15,000 | $8,000 | $4,650 | $3,900 | $1,900 | $1,100 | $550 |